# Banyuning
Banyuning is een bestuurslaag in het regentschap Buleleng van de provincie Bali, Indonesië. Banyuning telt 15.585 inwoners (volkstelling 2010).